# Higashiyodogawa-ku (Osaka)
Higashiyodogawa-ku (東淀川区 Higashiyodogawa-ku?) es uno de los 24 barrios de la ciudad de Osaka, Japón. Hasta el 1 de agosto de 2011 tenía una población estimada de 176.656 habitantes y una densidad de 13,330 personas por kilómetro cuadrado. La superficie total del barrio es de 13,25 km².